# Sannella immaculata
Sannella immaculata är en insektsart som först beskrevs av M. Firoz Ahmed 1971.  Sannella immaculata ingår i släktet Sannella och familjen dvärgstritar.
Artens utbredningsområde är Pakistan. Inga underarter finns listade i Catalogue of Life.